# Eyes Open (Taylor Swift)
Eyes Open è un brano della cantante statunitense Taylor Swift, facente parte della colonna sonora del film The Hunger Games, The Hunger Games: Songs from District 12 and Beyond. Il brano è stato pubblicato come singolo il 27 marzo 2012. Nel mese di maggio è stato pubblicato un lyrics video animato del brano. Il singolo è stato premiato ai Teen Choice Awards del 2012 nella categoria "miglior singolo di un'artista femminile".

## Pubblicazione
Eyes Open è uno dei due brani composti da Swift per la colonna sonora del film Hunger Games, l'altro è Safe & Sound, anch'esso pubblicato come singolo promozionale. Swift ha presentato il brano durante la tappa di Auckland dello Speak Now World Tour. La canzone è apparsa su internet il 15 marzo 2012 senza il permesso dell'artista e della casa discografica. Due settimane dopo è stata pubblicata ufficialmente e nel mese di maggio è stato caricato sul canale VEVO dell'artista il video del brano.

## Classifiche
| Classifica (2012)   | Posizione massima |
| ------------------- | ----------------- |
| Australia           | 47                |
| Canada              | 17                |
| Nuova Zelanda       | 6                 |
| Regno Unito         | 70                |
| Stati Uniti         | 19                |
| Stati Uniti Pop     | 20                |
| Stati Uniti Country | 50                |

## Eyes Open (Taylor's Version)
In seguito alla controversia con la sua precedente casa discografica e la vendita dei master delle pubblicazioni precedenti al suo contratto con la Republic Records, Swift ha cominciato a ri-registrare tutta la sua discografia dal 2006 al 2019, includendo anche brani non inclusi in alcun album in studio. Ogni reincisione presenta la dicitura Taylor's Version nel titolo, per distinguerla dall'incisione originale e quindi dal master non di proprietà della cantautrice.
Il 16 marzo 2023, alla vigilia dell'inizio del The Eras Tour, è stata annunciata la pubblicazione della re-incisione di Eyes Open, prevista per il giorno successivo. Il brano è stato pubblicato sulle piattaforme di streaming il 17 marzo 2023, in una breve compilation esclusiva in digitale intitolata The More Red (Taylor's Version) Chapter.

### Tracce
1. Eyes Open (Taylor's Version) – 4:03 (Taylor Swift, Christopher Rowe, Paul Mirkovich)